# Middlefield (Connecticut)
Middlefield è un comune di 4.281 abitanti degli Stati Uniti d'America, situato nella Contea di Middlesex nello Stato del Connecticut.